# Катаболизам угљених хидрата
Катаболизам угљених хидрата је процес у коме се крупни угљени хидрати разлажу на мање и простије јединице. Емпиријска формула угљених хидрата је CX(H2YOY). Приликом сагоревања угљених хидрата долази до ослобађања велике количине енергије. 
Угљени хидрати се деле на: 
- полисахариде (као што су декстрин, амилопектин, гликоген, целулоза)
- моносахариде (као нпр. глукоза, галактоза, фруктоза, рибоза)
- дисахариде (као нпр. малтоза, лактоза)

Глукоза реагује са кисеоником у следећој оксидо-редуктивној реакцији: 
C6H12O6 + 6O2 → 6CO2 + 6H2O, где су угљен-диоксид и вода нуспроизвод и хемијска реакција је егзотермна.